# Mack Trucks

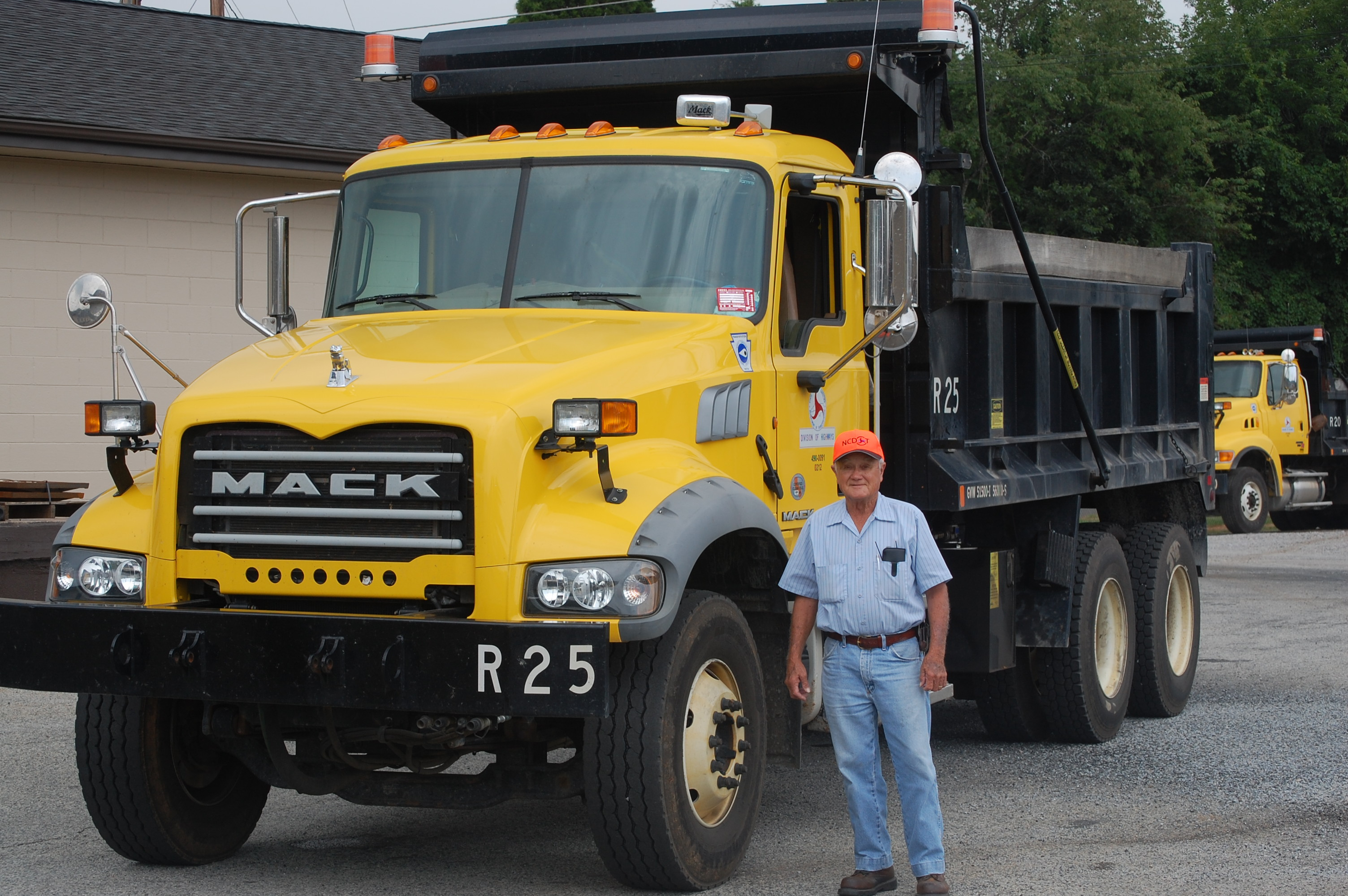
Mack

Mack är en amerikansk lastbilstillverkare med huvudkontor i Allentown, som sedan 2001 tillsammans med Renault Trucks ägs av AB Volvo.

## Historia

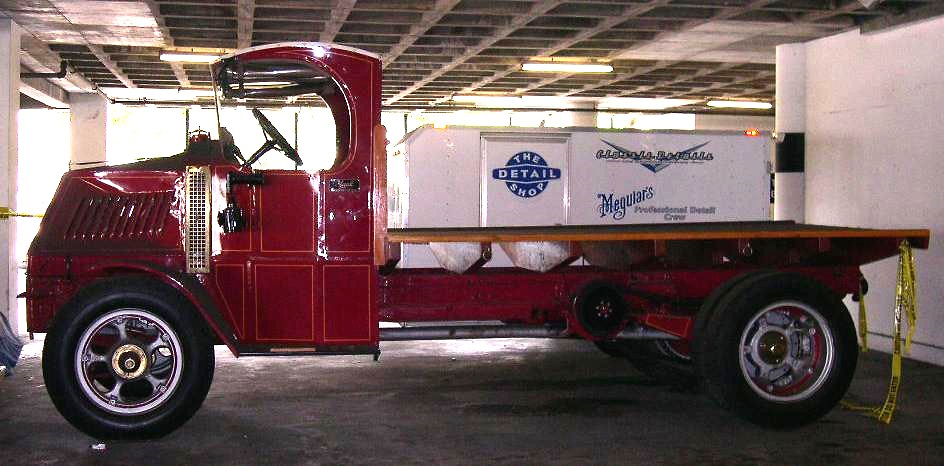
En Mack-lastbil från 1920-talet.

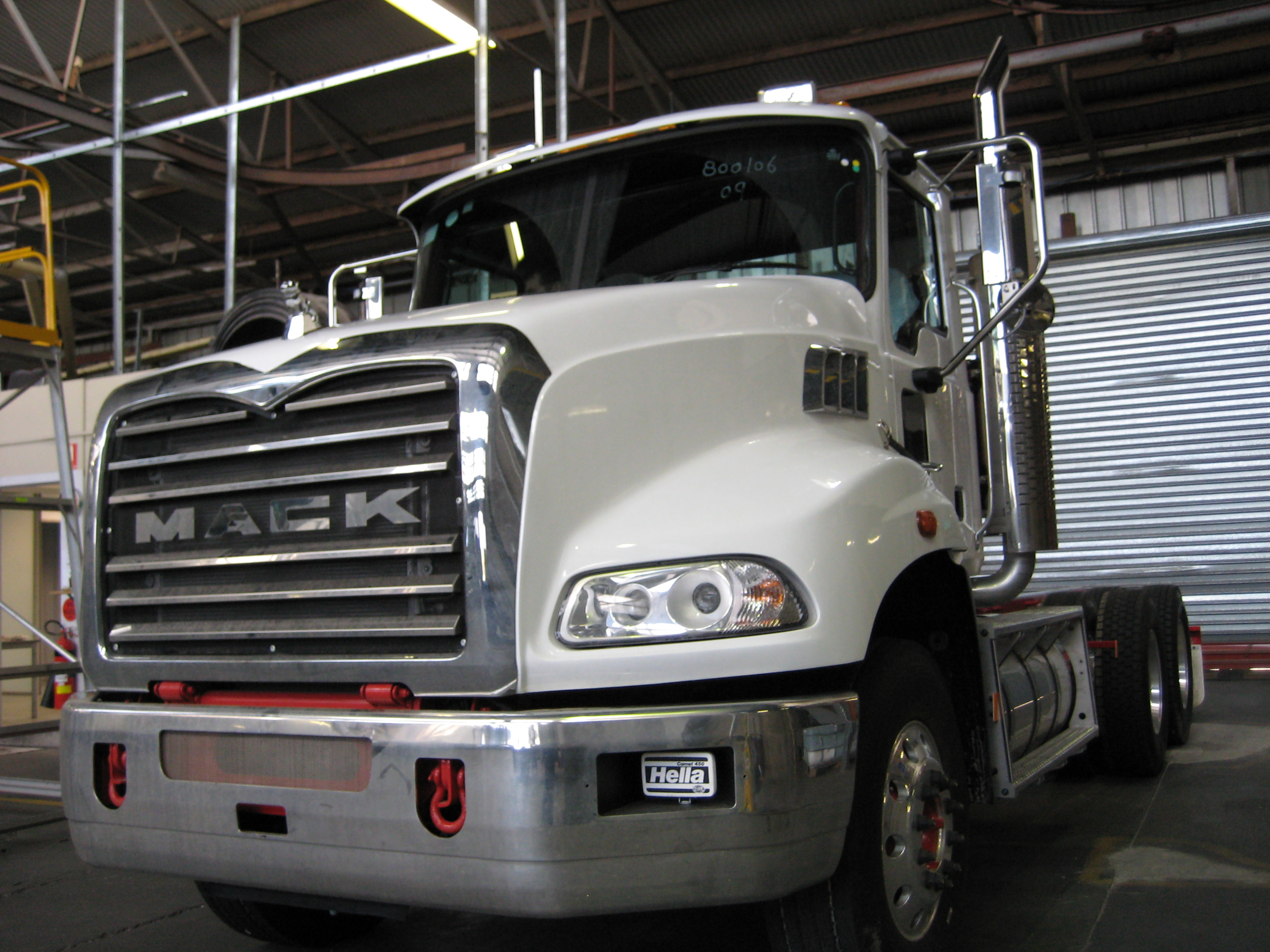
En Mack-lastbil Granite 2008.

Mack Brothers Motor Car Company går tillbaka till vagnmakaren Fallesen & Berry i New York som 1893 köptes av John "Jack" Mack och hans bröder Augustus, William och Joseph Mack är också verksamma i bolaget. 1900 fick bolaget namnet Mack Brothers Company och 1905 flyttade verksamheten till Allentown, Lehigh County, Pennsylvania. 1911 sålde bröderna bolaget och bolaget gick samman med Saurer Motor Truck Company och bildade International Motor Truck Company .
Under första världskriget användes Mack-lastbilar av USA och Storbritannien. 1922 blir bulldoggen företagets symbol.
Renault Véhicules Industriels (Renault Trucks) gick in som delägare 1979 och tog helt över Mack 1990. 2001 blev Mack tillsammans med Renault Trucks uppköpta av Volvo.

## Tillverkning
| År   | CH     | CL     | Vision | Granite | DM    | DMM |
| ---- | ------ | ------ | ------ | ------- | ----- | --- |
| 2000 | 13 652 | 1 089  | 5 417  | 25      | 1 162 | 195 |
| 2001 | 7 298  | 984    | 2 122  | 1 099   | 703   | 111 |
| 2002 | 7 540  | 288    | 2 523  | 4 592   | 528   | 47  |
| 2003 | 1 744  | 64     | 4 811  | 6 217   | 458   | 0   |
| 2004 | 2 006  | 170    | 7 283  | 10 935  | 519   |     |
| 2005 | 3 786  | 364    | 9 403  | 16 568  | 365   |     |
| 2006 | 3 879  | 572    | 9 535  | 16 940  |       |     |
| 2007 | 149    | 29     | 1 885  | 8 888   |       |     |
| 2008 | 1 144  |        | 1 370  | 6 469   |       |     |
| 2009 | Summa  | 11 101 |        |         |       |     |
| 2010 | Summa  | 13 465 |        |         |       |     |